# Hokke (Fujiwara)
O Hokke (藤原北家, Fujiwara Hokke) era um ramo do clã Fujiwara fundado por Fujiwara no Fusasaki.
Fusasaki tinha três irmãos: Muchimaro, Maro e Umakai. Estes quatro irmãos são conhecidos por ter estabelecido as "quatro casas" dos Fujiwara.

## Histórico
O Ramo Hokke é por vezes identificado como a "casa do norte".
Durante o Período Heian, os Hokke conseguiram estabelecer uma posição hereditária como Sekkan, seja para um imperador menor de idade (Sesshō) ou para um adulto (Kanpaku). Alguns membros proeminentes deste ramo ocuparam estas posições mais do que uma vez e por mais do que um imperador.
A Regência Fujiwara era a principal característica dos governos de toda o Período Heian. Kyoto (Heian-kyo) foi geopoliticamente a melhor sede do governo; com bons acessos a rios que desembocam no mar, que poderia ser alcançado por vias terrestres nas províncias orientais.
A partir de 995, Fujiwara no Michinaga foi capaz de entronar e destronar imperadores à vontade. Pouca autoridade foi deixada aos Imperadores para atuar no funcionalismo tradicional, e nos assuntos governamentais. Foi pai de quatro imperatrizes, tio de dois imperadores e avô de três.
Fujiwara no Kanezane (1149-1207), foi o último líder dos Hokke. Por recomendação de Minamoto no Yoritomo, Kanezane fundou o Ramo Kujō.

## Lista dos Líderes do Ramo
1. Fusasaki - (??-737)[3]
2. Nagate - (737-747)
3. Matate - (747-766)[3]
4. Uchimaro - (766-812)[3]
5. Fuyutsugu - (812-826)[3]
6. Nagara - (826-856)[3]
7. Yoshifusa - (856-872)[4]
8. Mototsune - (872 -891)[3]
9. Tokihira - (891 -909)
10. Tadahira - (909 -949)[3]
11. Morosuke - (949 -960)[3]
12. Kaneie - (960 -990)[3]
13. Michinaga - (990 -1027)[3]
14. Yorimichi - (1027 -1064)[3]
15. Norimichi - (1064 -1075)[5]
16. Morozane - (1075 -1094)[6]
17. Moromichi - (1094 -1099)[6]
18. Tadazane - (1099 -1150)
19. Tadamichi - (1150 -1164)
20. Kanezane - (1164 -1164) - se tornou o primeiro líder do Ramo Kujō dos Fujiwara

## Membros do Ramo que originaram outros Ramos
- Yoshikado - ( 813 – 867 ) - iniciou o Ramo Kanjūji dos Fujiwara
- Saneyori - ( 900 - 970 )  - iniciou o Ramo Ononomiya dos Fujiwara
- Motozane - (1143 -1166) - iniciou o Ramo Konoe dos Fujiwara
- Motofusa - ( 1144 - 1230 ) - iniciou o Ramo Matsuo dos Fujiwara
- Kanezane - ( 1149 - 1207 ) - iniciou o Ramo Kujō dos Fujiwara
- Tomomitsu - ( 1168 - 1254 ) - iniciou o Ramo Yūki dos Fujiwara